# Takeši Natori
Takeši Natori (japonsko 名取 武), japonski nogometaš.
Za japonsko reprezentanco je odigral eno uradno tekmo.